# شورا آباد (جماعت)
شورا آباد جماعت و شهرکی در جنوب غربی کشور تاجیکستان است که در ناحیهٔ شورا آباد ولایت ختلان قرار دارد. جمعیت این جماعت ۸٬۰۹۹ است.